# Transition hormonale

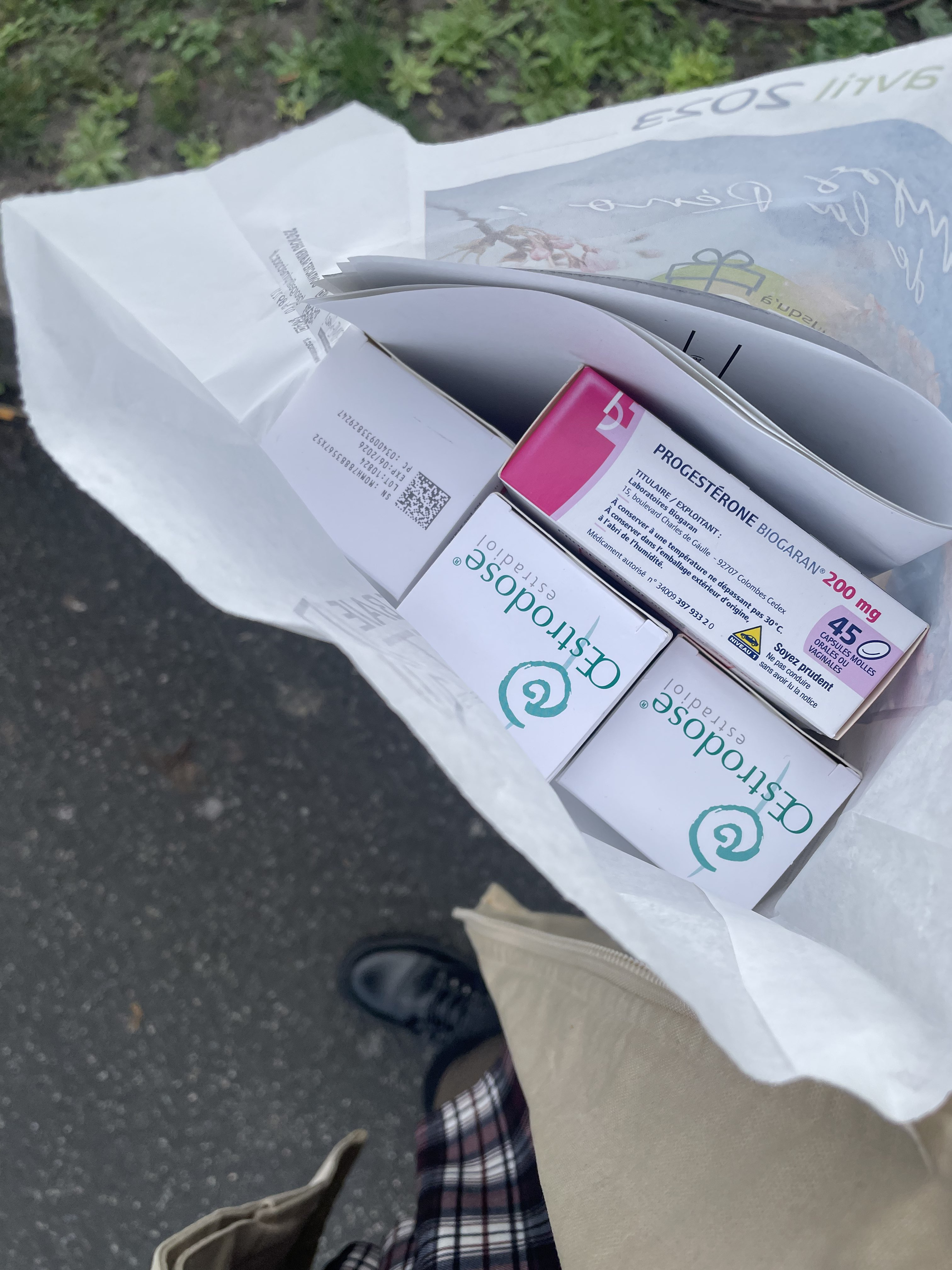
L'estradiol et la progestérone sont deux hormones utilisées dans le cadre de transitions hormonales féminisantes.

La transition hormonale est la prise d'hormones par une personne trans dans le cadre de sa transition de genre. Elle se fait généralement dans un contexte médical, et est également appelée thérapie hormonale substitutive (THS).  

## Histoire
En 1923, les biologistes Edgar Allen et Edward Adelbert Doisy isolent pour la première fois des œstrogènes, et montrent leurs effets féminisants sur les souris,. La testostérone est découverte indépendamment par trois chercheurs en 1935 : Ernst Laqueur, Adolf Butenandt et Lavoslav Ružička. Des hormones sexuelles sont produites industriellement à partir des années 1935, et sont disponibles sans ordonnance en Allemagne jusqu'en 1941. La Seconde Guerre mondiale met un coup d'arrêt à la recherche sur les hormones et les personnes trans.

## Conséquences
Selon la juriste et bioéthicienne Florence Ashley, trois expériences peuvent mener à mener une transition hormonale : la dysphorie de genre, l'euphorie de genre, et la transfiguration créative. 

### Santé mentale
Les études qui ont porté sur le sujet montrent que la thérapie hormonale chez les personnes transgenres est associée à une meilleure qualité de vie, un taux plus faible de dépression et d'anxiété, quels que soient l'âge et le sexe des personnes. Lorsque la thérapie hormonale est débutée à l'adolescence, les personnes trans présentent une meilleure santé mentale et sont moins susceptibles de s'engager dans des abus de substances que leurs pairs ayant débuté la thérapie hormonale à l'âge adulte.

### Limites de l'état des connaissances
Le manque de considération des professionnels médicaux à l'égard des risques de cancer chez les personnes trans est souligné, les médecins justifiant ce manque par l'absence d'études fiables montrant une corrélation entre hormonothérapie et cancer, tandis que les personnes transgenres s'attachent d'abord à la question de la transition.
Selon la Cochrane, il existe un écart entre la recherche scientifique sur l'efficacité et la tolérance des traitements hormonaux destinés aux femmes transgenres et les pratiques ayant cours.

## Thérapie hormonale féminisante

### Hormones
La féminisation passe par l'administration d’œstrogènes, souvent associés aux anti-androgènes, ou des agonistes de la GnRH, et parfois à de la progestérone. La prise d’œstrogènes abaisse le taux de testostérone, mais dans la moyenne basse masculine. L'addition d'anti-androgène permet d'abaisser encore le taux de testostérone en bloquant sa production, ce qui permet d'atteindre un taux de testostérone situé dans la moyenne féminine. 
L'usage d'éthinylestradiol, un œstrogène de synthèse souvent utilisé dans les pilules contraceptives, est déconseillé en raison d'une augmentation marquée du risque de thrombose veineuse. L'administration de progestérone est controversée. Son effet sur l'accroissement des seins n'est pas consensuel, tout comme son effet sur l'abaissement du taux de testostérone. Le type de traitement dépend des pays,. 

### Effets
Chez les personnes transféminines, les traitements hormonaux ont principalement des effets féminisants et démasculinisants (en). De nombreux facteurs peuvent avoir un impact sur le temps d'apparition et l'intensité de ces effets : l'âge de début du traitement, les molécules et dosages utilisés, ou des prédispositions génétiques.

#### Effets sur la peau
Les œstrogènes provoquent une accumulation de graisse sous-cutanée, rendant la texture de la peau plus douce,. La baisse du niveau d'androgènes diminue l'activité des glandes sébacées, inhibant la production de sébum,. Une étude sur l'évolution de la production de sébum et de la pilosité chez des femmes transgenres suivant un traitement hormonal n'a pas montré de réduction significative de l'acné due à ce traitement. La peau peut également devenir plus sèche et nécessiter une hydratation plus conséquente.

### Administration
Les œstrogènes peuvent être pris de manière orale, locale ou intramusculaire. Les anti-androgènes peuvent être absorbés per os, en injection intramusculaire ou encore via un implant sous-cutané.

### Suivi
Pendant les deux premières années, il est nécessaire de surveiller les concentrations en hormones tous les trois à six mois afin de vérifier que leurs taux sont situés dans la moyenne et qu'il n'y a pas d'élévation trop importante du taux d’œstradiol. Le dosage du potassium est recommandé dans le cas d'une prise de spironolactone.

### Effets indésirables
La thérapie hormonale est considérée sûre lorsqu'elle est réalisée avec un suivi par rapport à certains points de surveillance. Les risques à long terme des thérapies hormonales sont cependant encore mal connus. 
Les principaux risques rapportés sont les thromboembolies veineuses. Chez les personnes transféminines hormonées, des triglycérides augmentés sont également retrouvés. 
En France, les résumés des caractéristiques du produit des hormones utilisées dans le cadre d'hormonosusbtitution mentionnent des risques de cancers, par exemple le risque de cancer du sein et le méningiome pour les estrogènes. La progestérone est soupçonnée d'augmenter le risque de cancer du sein, et d'avoir d'autres effets indésirables comme la dépression et la prise de poids .
Un risque de cancer accru n'est néanmoins pas retrouvé chez les femmes trans hormonées, même si elles doivent veiller aux cancers liés à leur sexe de naissance (cancer de la prostate).

## Thérapie hormonale masculinisante

### Hormones
La masculinisation est opérée grâce à l'administration de testostérone.

### Administration
La testostérone peut être administrée sous plusieurs formes : injections intramusculaires, méthodes locales (gels, patchs, solution au niveau des aisselles), par voie orale, buccale ou nasale, et par implant sous-cutané. La disponibilité de chaque formulation dépend des pays.

### Effets
Les effets de la testostérone débutent dans les mois suivant le début de la prise d'hormone. Dès les trois premiers mois, la prise de testostérone a déjà pour effet d'augmenter la pilosité,, de stopper les menstruations,, diminuer la masse graisseuse et d'augmenter la masse musculaire, la force physique et le désir sexuel,. Par la suite, elle provoque également un abaissement de la voix,,  un allongement du clitoris, le développement de très petites glandes prostatiques sur la surface du tissu vaginal et une atrophie vaginale. L'acné peut augmenter, et chez les individus prédisposés peut survenir de l'alopécie. La prise de testostérone provoque une diminution de la dysphorie de genre, du stress, de l'anxiété et de la dépression, et une diminution du risque de cancer du sein. 
Les taux de testostérone atteints sont équivalent à ceux des hommes cisgenres.
Il est observé dans certaines études une augmentation de la pression artérielle, uniquement systolique, de 4 à 12 mmHg des hommes transgenres sous traitement hormonal depuis un an. Les conséquences à long terme de cette augmentation sont inconnues à cause du manque d'études.

### Effets indésirables
La thérapie hormonale est considérée sûre lorsqu'elle est réalisée avec un suivi par rapport à certains points de surveillance. Les risques à long terme des thérapies hormonales sont cependant encore mal connus. Le principal risque est la polycythémie. 
L'alopécie est à la fois un effet indésirable et une caractéristique qui peut être recherchée chez certains hommes transgenres. L'effet des hormones peut également provoquer de l'acné.
En France, les résumé des caractéristiques du produit des hormones utilisées dans le cadre d'hormonosusbtitution mentionnent des risques de cancers, par exemple le risque de méningiome et de cancer du foie pour le cyprotéone. 
Un risque de cancer accru n'est néanmoins pas retrouvé chez les hommes trans hormonés, même s'ils doivent veiller aux cancers liés à leur genre de naissance (cancer de l'utérus et du col).

### Contre-indications
Les contre-indications absolues à une thérapie hormonale masculinisante sont:
- cancer hormono-dépendant,
- hypercalcémie associée à un cancer,
- antécédents personnels de tumeur hépatique,
- insuffisance cardiaque, hépatique ou rénale sévère

Les conditions nécessitant une surveillantes particulières sont:
- polyglobulie,
- risque thrombotique élevé
- risque d'hématocrite supérieur à 55%

En cas de troubles de la coagulation, d'autres méthodes que l'injection intra-musculaire sont le plus souvent utilisées.

## Accès et suivi médical

### Légalité et réglementations
L'accès aux hormones dépend des pays. En France, la délivrance d'hormones peut se faire par un médecin généraliste, un endocrinologue ou un psychiatre. Au Québec, une évaluation psychosociale est nécessaire. 

### Recommandations
La World Professional Association for Transgender Health édite des recommandations sur les thérapies hormonales des personnes transgenres à destination des personnes professionnelles de santé,. 
Un suivi est recommandé régulièrement aux personnes trans suivant une thérapie hormonale de substitution. Plusieurs organisations médicales recommandent un suivi médical concernant les cancers associés à l'assignation de naissance. 

### Production et pénuries

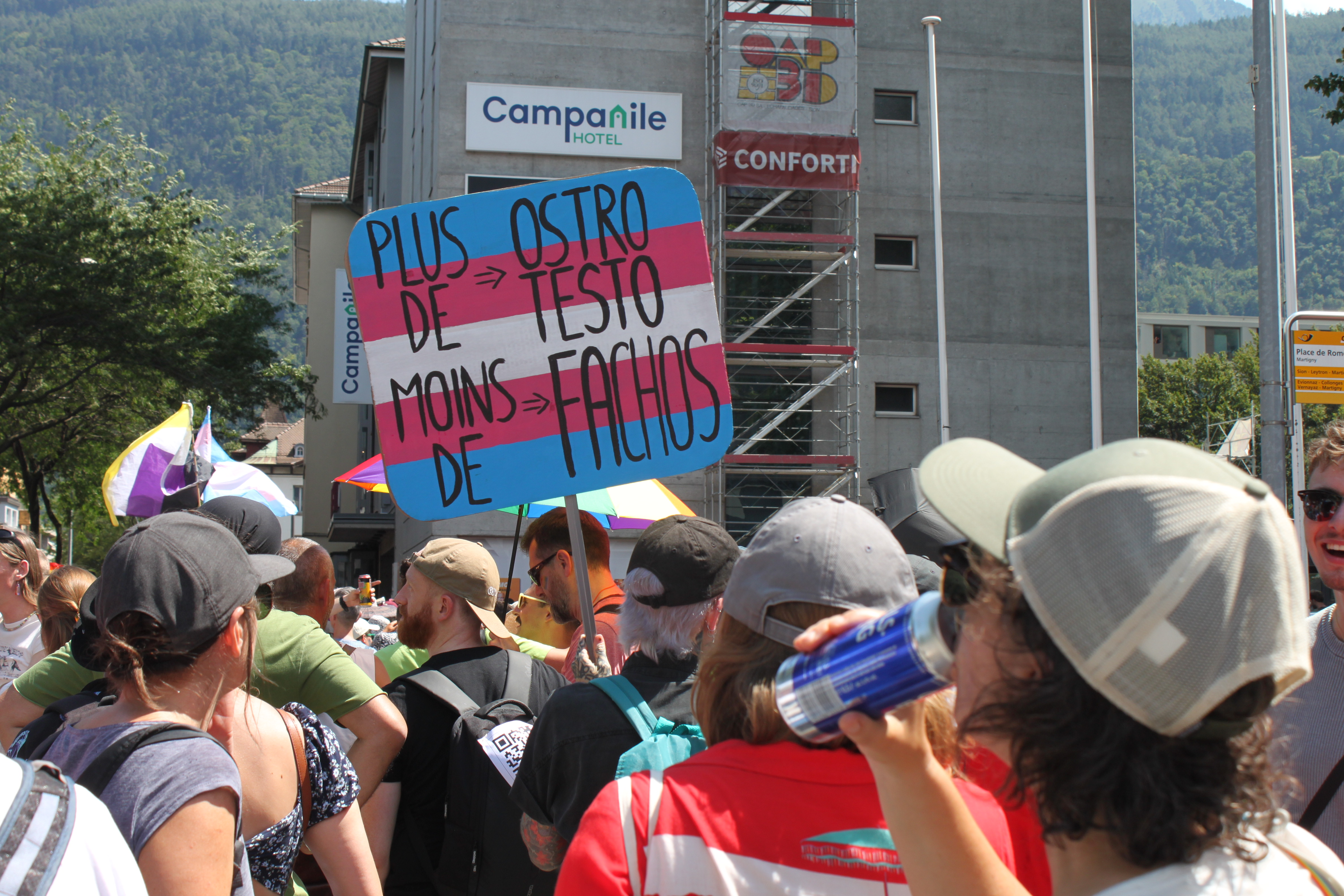
Marche des fiertés de Martigny 2024

### Transition hormonale en dehors d'un cadre médical
En pratique, en raison des barrières d'accès aux soins et des discriminations, environ la moitié des femmes trans qui débutent une thérapie hormonale le font sans supervision.

### Recommandations et autres méta-analyses
- [WPATH Standards of Care, Version 8] (en) E. Coleman, A. E. Radix, W. P. Bouman, G. R. Brown, A. L. C. de Vries, M. B. Deutsch et al., « Standards of Care for the Health of Transgender and Gender Diverse People, Version 8 », International Journal of Transgender Health, World Professional Association for Transgender Health, vol. 23, no S1,‎ 15 septembre 2022, S1-S259 (ISSN 2689-5269, PMID 36238954, PMCID 9553112, DOI 10.1080/26895269.2022.2100644 , lire en ligne [PDF]).

- [Endocrine Society Guidelines] (en) Wylie C. Hembree, Peggy T. Cohen-Kettenis, Louis Gooren, Sabine E. Hannema, Walter J. Meyer, M. Hassan Murad et al., « Endocrine Treatment of Gender-Dysphoric/Gender-Incongruent Persons: An Endocrine Society* Clinical Practice Guideline », Journal of Clinical Endocrinology and Metabolism, The Endocrine Society, vol. 102, no 11,‎ 13 septembre 2017, p. 3869-3903 (PMID 28945902, DOI 10.1210/jc.2017-01658, lire en ligne [PDF])